# Helmi Höhle
Helmi Höhle (* als Helmi Reingruber;  13. Oktober 1924 in Offenbach am Main; † 30. Januar 2012 in Mühlheim am Main) war eine deutsche Florettfechterin und deutsche Meisterin.

## Leben
Die für den Offenbacher Fechtclub startende Höhle gewann drei Medaillen mit der deutschen Mannschaft bei Fechtweltmeisterschaften: 1957 in Paris und 1958 in Philadelphia gewann sie jeweils Silber, 1959 in Budapest Bronze. Als Teil der gesamtdeutschen Mannschaft nahm sie an den Olympischen Spielen 1960 in Rom teil, wo sie im Mannschaftswettbewerb auf dem vierten Platz knapp die Medaillenränge verpasste. Sie war zudem dreifache Deutsche Meisterin.